# Ель-Канаят
Ель-Канаят (араб. القنايات) — місто на півночі Єгипту, розташоване на території мухафази Еш-Шаркія.

## Географія
Місто знаходиться на південному заході мухафази, у південно-східній частині дельти Нілу, за 3 кілометри на північний захід від Заказіка, адміністративного центру провінції. Абсолютна висота — 6 метрів над рівнем моря.

## Демографія
За даними перепису 2006 року чисельність населення Ель-Канаята становила 42563 осіб.
Динаміка чисельності населення міста по роках:
| 1996   | 2006   |
| ------ | ------ |
| 36 010 | 42 563 |

## Транспорт
Найближчий великий цивільний аеропорт — Міжнародний аеропорт Каїра.